# 江橋崇
江橋 崇（えばし たかし、1942年6月21日 - ）は、日本の法学者。専門は憲法学。法政大学名誉教授。平和フォーラム代表。グローバル・コンパクト研究センター所長。

## 略歴
1966年東京大学法学部卒業。
法政大学法学部助教授、教授（憲法学）、法政大学現代法研究所国連グローバル・コンパクト研究センター長。2013年定年、法政大学名誉教授。
麻雀などの遊戯を好み、遊戯史学会副会長。平和フォーラム代表。市民立法機構運営委員。日韓市民社会フォーラム運営委員。

## 人物
大の麻雀好きで、日本健康麻将協会顧問、麻雀博物館顧問、大牟田市立三池カルタ記念館顧問、遊戯史学会副会長なども務め、『麻雀博物館大図録』という著書もある。また、三重テレビの「小島武夫の実戦リーチ麻雀」に対局者として出演し、小島武夫と共に解説も務めお互い「先生」と呼び合っていた。

## 著書
- 『外国人労働者と日本』（岩波ブックレット、1992年）
- 『自治体国際政策の展開と内なる国際化 外国人住民の人権を保障するには』地方自治総合研究所 自治総研ブックレット 1994
- 『市民主権からの憲法理論--増補型改正の提案』（生活社、2005年）
- 『「官」の憲法と「民」の憲法--国民投票と市民主権』（信山社出版、2006年）
- 『花札 ものと人間の文化史』法政大学出版局 2014

### 共編著・監修
- 『憲法判例集』野中俊彦共編著 有斐閣新書 1978
- 横田耕一共編著『象徴天皇制の構造--憲法学者による解読』（日本評論社、1990年5月）
- 『外国人は住民です--自治体の外国人住民施策ガイド』編著（学陽書房、1993年）
- 戸松秀典共著『憲法--基礎演習』（有斐閣、1992年）
- 『来日外国人人権白書』田中宏共編 明石書店 1997
- 『麻雀博物館大図録』麻雀博物館図録編纂委員会編 監修 竹書房 1999
- 山崎公士共編著『人権政策学のすすめ』（学陽書房、2003年）
- 『グローバル・コンパクトの新展開』編著（法政大学現代法研究所、2008年
- 『企業の社会的責任経営 CSRと国連グローバル・コンパクトの可能性』編著 法政大学現代法研究所 2009
- 『東アジアのCSR 国連グローバル・コンパクトの新たなチャレンジ』編著 法政大学現代法研究所 2011

翻訳
- リチャード・H.ミッチェル『戦前日本の思想統制』奥平康弘共訳 日本評論社 1980

## 論文
- CINII